# Il professore e il pazzo
Il professore e il pazzo (The Professor and the Madman) è un film del 2019 diretto da P. B. Shemran.
La pellicola, con protagonisti Mel Gibson, Sean Penn e Natalie Dormer, è l'adattamento cinematografico del libro del 1998 L'assassino più colto del mondo (The Surgeon of Crowthorne: A Tale of Murder, Madness and the Love of Words) scritto da Simon Winchester e narra le vicende di Sir James Murray, che nel 1879 inizia a lavorare alla prima edizione dell'Oxford English Dictionary.

## Trama
Fine del XIX secolo, Inghilterra. William Chester Minor, un ex-medico americano in passato di servizio nella guerra di secessione americana, è affetto da allucinazioni in cui si vede perseguitato da un soldato che aveva dovuto marchiare a fuoco per diserzione. Durante una di queste visioni, scambiandolo per l'uomo che lo perseguita, insegue e uccide George Merrett: per questo crimine gli viene riconosciuta l'infermità mentale e viene portato al manicomio di Broadmoor. Intanto, il professor James Murray viene ammesso dalla Oxford University Press nella commissione incaricata di redigere l'Oxford English Dictionary, un imponente vocabolario in grado di elencare ogni termine della lingua inglese e di spiegarne etimologia e variazioni di significato, con citazioni letterarie a supporto. L'opera è stata iniziata vent'anni prima, ma portarla a termine è difficoltoso data la mole di lavoro e la velocità con cui la lingua inglese muta. Murray ha così l'idea di lanciare un appello al popolo inglese: chiede che chiunque lo desideri invii alla commissione una cartolina postale recante un lemma. Questo fa guadagnare a Murray il posto di direttore della commissione.
A Broadmoor, Minor alterna momenti di follia ad altri di totale freddezza mentale: durante uno di questi, l'uomo salva la vita di una guardia eseguendo l'amputazione di una gamba in maniera esemplare. Per questo motivo, il dottor Brayne, direttore del manicomio, decide di sperimentare nuove tecniche di supporto psicologico: gli consente di avere una piccola biblioteca e di poter dipingere. Minor chiede inoltre di devolvere la sua pensione da medico di guerra a Eliza, vedova dell'uomo che ha ucciso, ma questa, inizialmente, rifiuta a causa dell'odio che nutre per lui.
Minor viene a sapere dell'iniziativa di Murray, e inizia a mandargli numerosi lemmi con tanto di citazioni ed esempi; da solo ne riesce a inviare diverse centinaia.
I contributi di Minor salvano il lavoro della commissione e di Murray, giudicato ancora troppo lento dai committenti. Murray decide di andare a trovare l'uomo, scoprendo così la sua condizione. Tra i due uomini si stabilisce immediatamente una forte amicizia; Murray tuttavia decide di tacere le reali condizioni di Minor ai suoi colleghi di Oxford e a sua moglie Ada.
Intanto Eliza, per sfamare i suoi figli, è costretta ad accettare l'offerta di Minor e si reca a Broadmoor per guardare in faccia l'assassino di suo marito: anziché odiarlo, tuttavia, la donna scopre di provare pena per lui e inizia ad andare spesso a trovarlo, portandogli in regalo dei libri; l'uomo ricambia insegnandole a leggere, perché lei lo trasmetta ai suoi figli e consenta loro di avere un futuro migliore. Brayne decide di lasciare che questo rapporto evolva come parte dell'esperimento di cura.
Esce il primo volume dell'Oxford Dictionary, ma alcuni colleghi della commissione contestano a Murray che il lavoro non sia preciso e manchi di molte parole d'uso comune: dietro questa protesta c'è Henry Bradley, che desidera screditare Murray per prendere il suo posto come direttore dei lavori.
Intanto il rapporto tra Minor e Eliza diventa sempre più stretto: la donna gli presenta i suoi figli, ma la figlia maggiore lo schiaffeggia, consapevole di avere di fronte l'assassino di suo padre. Poco dopo Eliza lo bacia, chiedendogli cosa fare se il sentimento che prova fosse davvero amore. Questo destabilizza completamente la psiche di Minor, che torna ad avere allucinazioni in cui comincia a vedere anche il marito di Eliza, che sente di avere ucciso due volte, rubandogli la moglie oltre che la vita. Durante una crisi, Minor si autoevira con il sostegno in ferro di un tavolino; Brayne constata il fallimento della terapia sperimentale e gli toglie tutti i privilegi, cominciando a curarlo con metodi molto più violenti, che includono indurlo continuamente al vomito e altre vessazioni.
La situazione precipita quando un giornalista incaricato dalla Oxford Press di indagare su Minor scopre la verità su di lui: tuttavia, mosso a compassione, prima di dare alle stampe l'articolo, l'uomo ne parla con Murray, che viene così a sapere cosa sta accadendo all'amico. Bradley coglie l'occasione come pretesto per l'estromissione di Murray dal progetto del dizionario, ottenendo inoltre che il nome di Minor venga tolto dalla lista dei collaboratori. Ada, dapprima sconvolta per le omissioni di suo marito, presto comprende quanto lui tenga al suo amico e al dizionario, così intercede in suo favore presso la commissione. Intanto Murray, con l'aiuto di Muncie, una guardia che si era presa cura di Minor, riesce a combinare un incontro tra lui e Eliza. L'uomo, sprofondato in una grave catatonia, trae beneficio dal sapere di essere stato perdonato e lentamente migliora. Nel frattempo, con l'apporto del mecenate di Murray, il nobile Frederick Furnivall, il professore riesce a ottenere una revisione del processo per l'amico, nella speranza di sottrarlo al manicomio. Nonostante Eliza interceda in suo favore, la giuria non può ritirare la diagnosi di infermità mentale.
Murray e Furnivall chiedono così udienza presso Winston Churchill, all'epoca Segretario di Stato. Nel sentire con quanta passione Murray difenda Minor, Churchill non decide di rilasciare l'uomo, ma di espellerlo negli Stati Uniti quale straniero indesiderato. 
Minor viene così rilasciato da Broadmoor e, prima che parta, i due amici si salutano per l'ultima volta. Frederick intanto ha ottenuto dal Re la reintegrazione di Murray come direttore della commissione per l'Oxford Dictionary e il reinserimento del nome di Minor tra i collaboratori alla stesura del primo volume.
Murray morirà di pleurite nel 1915 dopo essere stato nominato cavaliere, mentre Minor di polmonite durante il sonno nel 1920 a Washington; l'Oxford English Dictionary sarà completato solo nel 1928, a distanza di 70 anni dal suo concepimento, composto da dodici volumi, anziché i quattro previsti inizialmente, e da più di quattrocentomila vocaboli, corredati da più di un milione di citazioni.

## Produzione
Mel Gibson ha lavorato all'adattamento del libro di Simon Winchester a partire dagli anni novanta, ma la produzione del film è partita solo nel 2016; inizialmente lo stesso Gibson doveva dirigere il film, ma viene poi sostituito da P. B. Shemran, già suo collaboratore in Apocalypto.
Le riprese del film sono iniziate nel settembre 2016 a Dublino.
Il budget del film è stato di 25 milioni di dollari.

## Promozione
Il primo trailer del film viene diffuso il 1º febbraio 2019.

## Distribuzione
La pellicola è stata distribuita nelle sale cinematografiche italiane a partire dal 21 marzo 2019 ed in quelle statunitensi dal 10 maggio 2019.

## Accoglienza

### Incassi
Il film ha incassato 6,1 milioni di dollari in tutto il mondo.

### Critica
Sull'aggregatore Rotten Tomatoes il film ha ricevuto il 42% delle recensioni professionali positive, con un voto medio di 5,51 su 10 basato su 26 critiche, mentre su Metacritic ottiene un punteggio di 25 su 100 basato su 4 critiche.

## Casi legali
Nel luglio 2017, Mel Gibson e la sua casa di produzione, la Icon Productions, hanno citato in giudizio la Voltage Pictures per ottenere il controllo sul montaggio finale del film e altri aspetti della produzione, tra cui delle riprese aggiuntive.
Il 19 giugno 2018, il giudice della Corte Suprema di Los Angeles ha respinto le richieste per l'aggiudicazione sommaria fatte da Gibson, negandone così l'acquisizione dei diritti del film.